# Karin Labitzke
Karin Labitzke, geb. Behr (* 19. Juli 1935; † 15. November 2015), war eine deutsche Meteorologin.

## Leben
Sie war die Tochter von Alfred Ernst Masayoshi Behr (1906–1964) und Susanne Dorothea Behr, geb. Hugk. Labitzkes Großvater, der Kaufmann Ernst Behr (1869–1934), lebte seit 1895 im japanischen Kōbe, wo er Gladys Mabel Aki Nishikawa (1883–1954) heiratete, die japanisch-englischer Abstammung war.

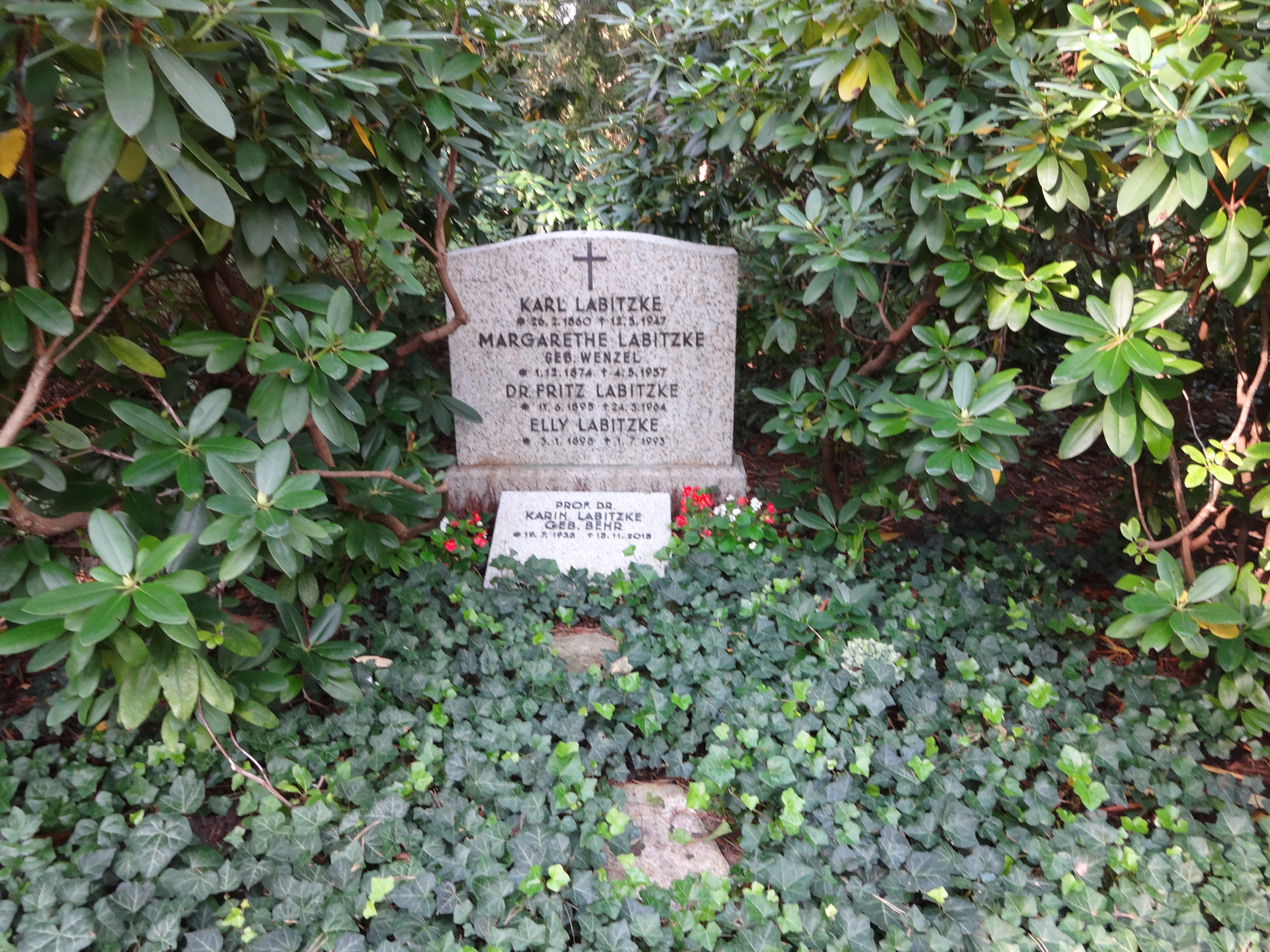
Grabstätte

Labitzke studierte ab 1953 an der Freien Universität Berlin. 1962 promovierte sie dort mit der Dissertation Beiträge zur Synoptik der Hochstratosphäre. Anschließend blieb sie in der Abteilung Richard Scherhags am Institut für Meteorologie. In den 1960er Jahren weilte sie mehrmals zu längeren Forschungsaufenthalten am National Center for Atmospheric Research (NCAR) in Boulder, Colorado. 1969 wurde sie an der Freien Universität habilitiert. Ein Jahr später folgte sie einem Ruf auf die dortige Professur für Meteorologie der Stratosphäre und übernahm die Leitung der Abteilung Stratosphärenforschung. Auch nach ihrer Emeritierung im Jahr 2000 führte sie ihre wissenschaftliche Arbeit fort. Sie starb 2015 im Alter von 80 Jahren. Sie ist auf dem Waldfriedhof Dahlem bestattet. Die Grabstätte befindet sich im Feld 011-653.
Labitzke wurde 1991 zum ordentlichen Mitglied der Academia Europaea gewählt.

## Werk
Labitzkes wissenschaftliches Interesse galt der Stratosphäre. In ihren frühen Arbeiten beschäftigte sie sich mit der plötzlichen Stratosphärenerwärmung und trug Wesentliches zum Verständnis dieses Phänomens bei. Aus Radiosondendaten wurden in ihrer Abteilung tägliche Stratosphärenanalysen der Nordhalbkugel erstellt, die als Referenz für Computeranalysen dienten. 1987 entdeckte sie einen Zusammenhang zwischen dem Auftreten der Stratosphärenerwärmung, dem elfjährigen Zyklus der Sonnenaktivität und der quasi-biennalen Oszillation.
Neben ihrer wissenschaftlichen Arbeit engagierte Labitzke sich in nationalen und internationalen Gremien. Sie war Vorsitzende des Committee on Space Research sowie Mitglied des Scientific Committee of Solar and Terrestrial Physics und des Wissenschaftlichen Beirats der Bundesregierung für globale Umweltveränderungen. 1990 gehörte sie der Arbeitsgruppe der Deutschen Meteorologischen Gesellschaft (DMG) an, die die Verhandlungen über die Vereinigung  mit der Meteorologischen Gesellschaft der DDR führte. Von 1991 bis 1993 war sie Vorsitzende der DMG. 1991 wurde sie als ordentliches Mitglied in die Academia Europaea aufgenommen.
Karin Labitzke war Autorin von über 250 wissenschaftlichen Publikationen. Zu nennen ist besonders ihr 1999 erschienenes Lehrbuch Die Stratosphäre: Phänomene, Geschichte, Relevanz.
Zu ihren Doktorandinnen zählte Katja Matthes.

## Ehrungen
- Alfred-Wegener-Medaille der Deutschen Meteorologischen Gesellschaft (2005)[5]
- Silver Medal der European Meteorological Society (2008)[6]
- Vilhelm-Bjerknes-Medaille der European Geosciences Union (2011)[7]